# جئوسسارما
جئوسسارما (نام علمی: Geosesarma) نام یک سرده از خرچنگ‌های آب شیرین یا خرچنگ‌های خاکی کوچک است که پشت‌لاک‌شان عموماً کوچک‌تر از ۱۰ میلی‌متر است. این خرچنگ‌ها روی زمین زندگی و تولید مثل می‌کنند و مراحل لاروی خود را درون تخم می‌گذرانند. آنها در هند و در طول آسیای جنوب شرقی تا جزایر سلیمان و هاوایی یافت می‌شوند.
در بازار حیوانات خانگی گاهی آنها را «خرچنگ ومپایر» می‌خوانند. این عنوان ربطی به عادات غذایی آنها ندارد بلکه به درخشندگی و چشم‌های زرد برخی گونه‌های جئوسسارما مربوط است.